# Elgersburg
Elgersburg là một đô thị ở huyện Ilm, in Thüringen, Đức. Đô thị này có diện tích 9,49 km², dân số thời điểm 31 tháng 12 năm 2006 là 1222 người.

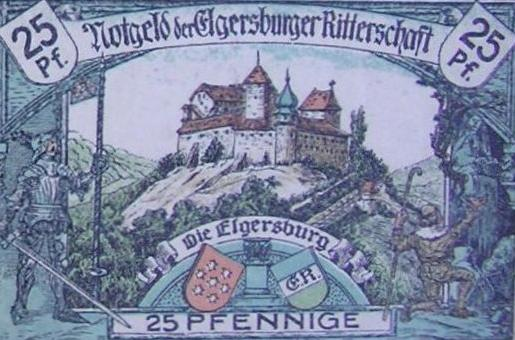
Die Elgersburg